# Lucien Botovasoa
Lucien Botovasoa (1908-1945) était un instituteur et militant catholique malgache, assassiné in odium fidei au cours de la persécution menée contre le clergé durant la décolonisation. Reconnu comme un martyr par l'Église catholique, celle-ci le vénère comme bienheureux.

## Biographie
Lucien Botovasoa est né en 1908 d'un père baptisé en 1902, l'un des tout premiers chrétiens malgaches. Il est l'aîné de neuf enfants. Élève de l'école catholique, il sera baptisé en 1922. Il poursuit ses études chez les jésuites d'où il revient avec une formation d'instituteur  en 1928. En 1930, il épouse Suzanne Soazana, dont il aura huit enfants ; cinq seulement survivront. 
Instituteur dynamique, il se fait chanteur, catéchiste et entraîneur sportif à l'occasion. Autour de lui les conversions se multiplient et il est apprécié de tous. Sa réussite sociale suscite des jalousies. Engagé dans sa foi, il aide son curé dans la vie paroissiale. Après avoir découvert un manuel de vie franciscaine pour les laïcs, il fonde la première communauté de tertiaires franciscains malgaches. Dès lors, nombreux sont ceux qui le rejoignent dans son groupe et Lucien redouble de piété et de pauvreté.
Devenu directeur de l'école, il abandonne cependant ses beaux vêtements et s'habille plus pauvrement, dans l'esprit franciscain. Son goût pour la mortification et la religiosité déplaît grandement à sa femme qui le croit devenu fou ; il reçoit aussi de nombreuses critiques des milieux traditionnels. Il vit dans une grande austérité, jeûne deux fois par semaine, prie toute la nuit et se rend à l'église dès 4 heures du matin pour l'adoration eucharistique puis pour assister à la messe. Le week-end, il fait des tournées d'évangélisation dans les campagnes voisines.
Après la Seconde Guerre mondiale, Madagascar connaît une période de troubles politiques et réclame son indépendance. Considéré comme traître parce qu'il est l'ami des missionnaires français et qu'il propage leur religion, Lucien Botovasoa est enlevé par un groupe de traditionalistes. Il sera battu avant d'être décapité. Quelques mois avant sa mort, il avait prédit à sa femme et à ses amis son futur martyre.

## Béatification
Le 4 mai 2017, le pape François reconnaît son martyre et signe le décret de béatification. La cérémonie de béatification a lieu à Vohipeno, diocèse de Farafangana, le dimanche 15 avril 2018. 
Le pape François rend hommage à ce « père de famille, témoin cohérent du Christ jusqu'au don héroïque de sa vie », et qui « représente pour nous tous un exemple de charité et de force dans la foi ».